# Salma Yangui
 (octobre 2020).
Salma Yangui (arabe : سلمى اليانقي), née le 12 mars 1986 à Sfax, est une écrivaine et poétesse tunisienne.

## Biographie
Salma Yangui est avocate diplômée de la faculté de droit de Sfax.
En 2006, elle décroche le prix présidentiel Ali-Belhouane des jeunes auteurs avec son roman Sarab wa dhabab.
En 2022, elle remporte le prix spécial du jury lors des Comar d'or pour son roman Moukaab Robik.
Elle publie régulièrement des revues sur des sites et dans des journaux tunisiens.

## Liste des œuvres
- (ar) سراب وضباب,‎ 2005, 110 p. (ISBN 978-9-973-61035-5).
- (ar) رقعة الشطرنج,‎ 2007, 124 p. (ISBN 978-9-973-00001-9).
- (ar) الجدار,‎ 2009, 149 p. (ISBN 978-9-973-05236-0).
- (ar) عندما يحترق الليمون,‎ 2012, 208 p.
- (ar) وللأمل ولادة قيصرية,‎ 2014, 198 p.
- (ar) كاوس الدمشقية, Kairouan, Mayara éditions,‎ 2018, 208 p.
- (ar) حكايات نور القمر [« Les Contes du clair de lune »], Tunis, Pop Libris Éditions,‎ 2019, 200 p.[3].